# The Longing
The Longing es un juego de aventura de 2020 creado por el desarrollador independiente Studio Seufz. Ambientada en un reino subterráneo, sigue a Shade, una criatura encargada de velar por un rey durmiente durante 400 días. El jugador explora cuevas, hace dibujos y decora la casa de Shade mientras esperan los 400 días en tiempo real. El tiempo pasa independientemente de las acciones del jugador, pero progresa más rápido si Shade realiza ciertos pasatiempos, como decorar su casa o encender un fuego.
El director Anselm Pyta concibió The Longing después de escuchar una leyenda sobre un rey durmiendo dentro de la cueva Barbarossa, Turingia, Alemania. Pyta quería explorar los sentimientos de soledad y empatía en una historia basada en la narrativa mientras usaba el tiempo como una mecánica de juego. Fue influenciado por juegos de inactividad como Clicker Heroes (2014), que consideró defectuosos porque tenían un juego repetitivo y carecían de finales. Pyta desarrolló The Longing principalmente solo, creando los fondos en Photoshop y los personajes en Adobe Flash, y fusionando el producto final en Unity.
The Longing se lanzó para Windows, macOS y Linux el 5 de marzo de 2020 y para Nintendo Switch el 14 de abril de 2021. Recibió elogios por su banda sonora, imágenes y naturaleza experimental, mientras que el ritmo tuvo una recepción mixta. Muchos comentaristas hicieron comparaciones entre el juego y la pandemia de COVID-19, relacionando elementos del juego con experiencias en cuarentena. The Longing fue nominado para el Premio Nuovo en el Festival de Juegos Independientes de 2020 y ganó el premio al "Mejor Debut" en el Deutscher Computerspielpreis de 2020.

## Jugabilidad
The Longing es un juego de aventura de apuntar y hacer clic (point and click), teniendo lugar en un reino subterráneo, el jugador controla a Shade, una criatura que actúa como el sirviente solitario de un viejo rey. Después de ser informado de que el rey dormirá para recuperar sus poderes disminuidos, Shade tiene la tarea de despertar a su maestro después de 400 días en tiempo real.
Shade puede explorar cuevas, reunir recursos para amueblar su hogar o realizar otras actividades que le hagan perder el tiempo, como leer y dibujar. La interacción con el mundo del juego es lenta, y la velocidad de caminar de Shade particularmente. Muchos aspectos dependen del paso del tiempo, como los acertijos que requieren que el jugador espere un cierto período para progresar.
Otras mecánicas recuerdan a juegos de inactividad, como una lectura inactiva y un sistema de marcadores, mediante el cual el jugador puede indicarle a Shade que camine automáticamente a una ubicación previamente guardada, regrese a su hogar o deambule al azar. El temporizador del juego pasa más rápido en la casa de Shade si está decorada con dibujos y otros elementos, y también puede avanzar si Shade realiza ciertas acciones, como encender un fuego.
El jugador recibe una lista de cosas por hacer para mejorar la vida de Shade, pero no se requiere interacción para avanzar el temporizador, que progresa incluso si el juego no está abierto. Como resultado, es posible ganar el juego abriéndolo una vez, esperando 400 días y luego volviéndolo a abrir, aunque esta no es la única forma prevista de jugar. Para evitar trampas, el juego envía a los jugadores a una mazmorra como consecuencia de intentar eludir el límite de tiempo cambiando reloj del sistema de su computadora. The Longing presenta varios finales, y no todos requieren que el jugador espere los 400 días.

## Desarrollo

### Trasfondo

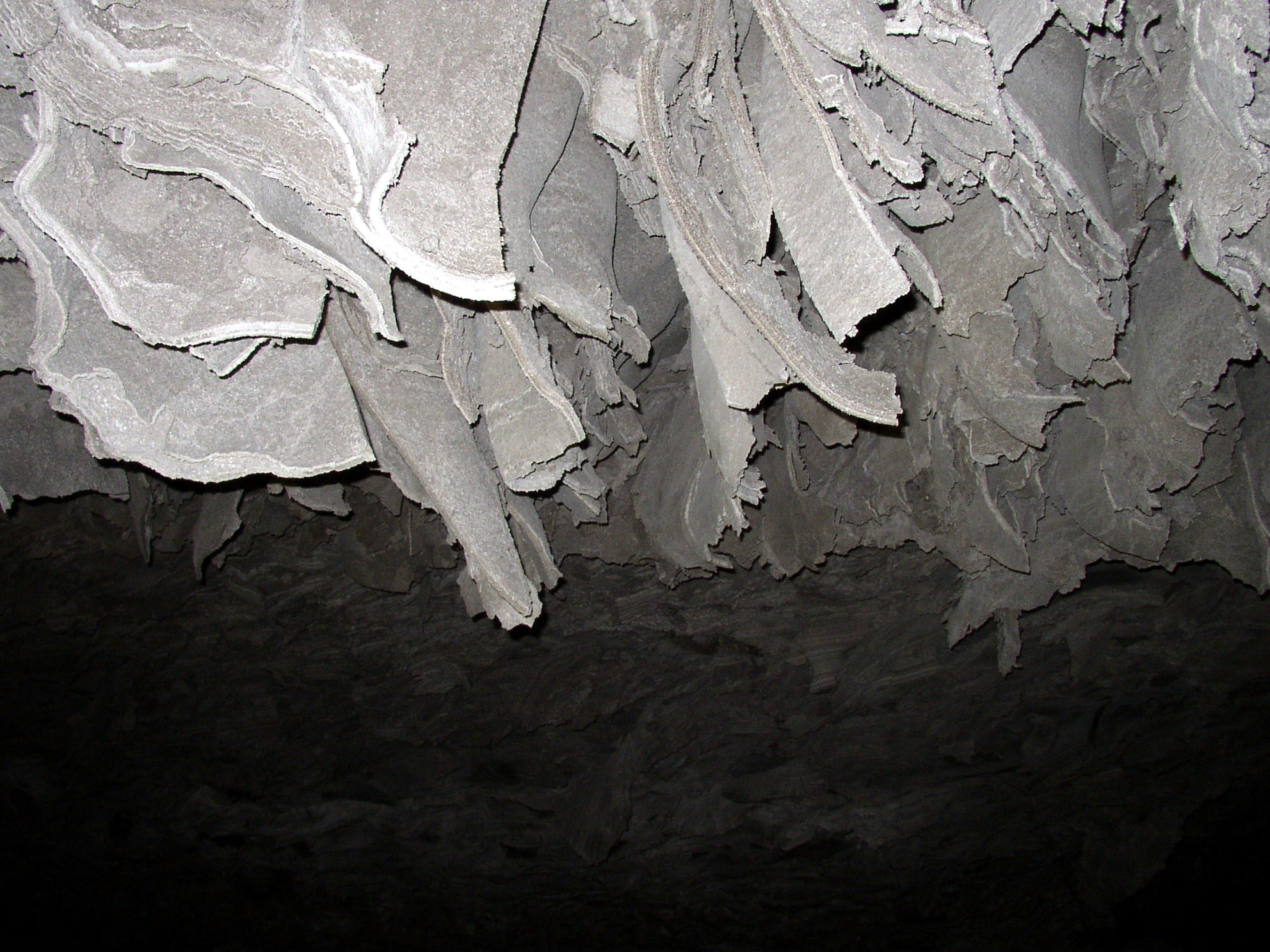
El director del juego se inspiró en la cueva Barbarossa (foto).

El desarrollo de The Longing comenzó en 2014 y duró seis años. El director Anselm Pyta creó originalmente animaciones flash que se lanzaron en Newgrounds, hasta que cofundó Studio Seufz en 2017. A Pyta se le ocurrió la idea de The Longing en 2012, mientras caminaba por la cueva de Barbarroja cerca de Kyffhäuser en Alemania: escuchó una leyenda y un poema de un viejo rey durmiendo dentro de la cueva durante cientos de años, con un enano controlando al rey una vez por siglo para ver si se despertaba. Perplejo por cómo el enano vivió su vida con tanta espera, el personaje se quedó con Pyta.
Para su diploma en Animationsinstitut en Filmakademie Baden-Wuerttemberg, Pyta quería desarrollar un juego y una película, pero finalmente solo la película se terminó. Animationsinstitut luego transfirió sus derechos sobre el juego sin terminar a Pyta, quien lo usó para solicitar fondos para The Longing. Pyta desarrolló la mayor parte del juego por su cuenta, pero recibió ayuda con la codificación. Usó Photoshop para crear los fondos y Adobe Flash para animar a los personajes; ambos elementos fueron codificados y combinados en Unity.

### Diseño
The Longing fue influenciado parcialmente por juegos de inactividad como Clicker Heroes. Sin embargo, Pyta no disfrutó de su juego repetitivo y la falta de un final, solo para abandonar muchos juegos porque no tenían una "conclusión emocional". Quería explorar la mecánica del juego de espera y basada en el tiempo y combinarla con una historia general para crear "empatía y emoción", pero se sintió desafiado a evitar la redundancia con la mecánica. Comparó la naturaleza interminable de los juegos inactivos con una "mentalidad de Sisifo" y quería darle un final a The Longing, combinándolo con el ritmo adecuado para mantener al jugador lo suficientemente interesado como para ver la conclusión de su narrativa.
Se consideró que la atmósfera era una parte importante de The Longing, y Pyta lo llamó un aspecto que recordaba mejor después de terminar un juego. Mientras aún estudiaba, Pyta comenzó a escuchar música de dungeon synth y residió en un sótano; estos ambientes lo ayudaron a definir la "atmósfera cavernosa" de The Longing. Pensando en diferentes formas en que se podría jugar el juego, Pyta concibió tres posibles rutas que tomaría el jugador; no harían nada más que esperar a que el cronómetro avanzara, tratar de hacer que la vida de Shade fuera cómoda mientras esperaban, o abandonar al rey y abandonar las cuevas. Consideró la primera opción porque eliminaría el "estrés negativo", mientras que incluía la última porque permitiría un juego aventurero a medida que el jugador resolvía problemas basados en el tiempo.
Shade fue diseñado para que el jugador pudiera comparar sus propios sentimientos de soledad con los del personaje. Pyta deliberadamente hizo que la apariencia y las emociones de Shade fueran crípticas, para permitir que su audiencia interpretara sus rasgos como mejor les pareciera. Debido al ritmo lento del juego, Pyta necesitaba formas de mantener al jugador comprometido y recordarle que se estaba produciendo un progreso, incluso si no era evidente. Para hacer esto, implementó ciertos comportamientos para Shadem como hablarse a sí mismo y dormir, y mostró rocas que caían en la cueva para actuar en el lugar de un ciclo subterráneo de día y noche.

### Filosofía
The Longing creó significado a través del "dolor del aburrimiento" según Pyta, actuando como un remedio para la "excitación constante" causada por el consumo de tecnología. Sintió que la satisfacción no provenía de experiencias de ritmo rápido, y dar tiempo para disfrutar algo permitió que se formaran mayores conexiones emocionales. Pyta usó sus experiencias de soledad para obtener inspiración para The Longing. Exploró este tema a través de la Shade, señalando que la oscuridad que aparece en la cueva representa "el viaje para superar la soledad". Cuando se le preguntó si sus representaciones emocionales pueden ser insensibles para algunos espectadores, Pyta respondió que las incluyó para permitir que su audiencia relatara sus propias experiencias, creyendo que "en última instancia, no debería haber autocensura".
Pyta consideró que la empatía es importante para mantener al jugador comprometido. El juego fue diseñado deliberadamente para fomentar la empatía entre Shade y el usuario, y Pyta implementó comportamientos como el diálogo lateral de Shade para mantener a los jugadores con la esperanza de mejorar su entorno. Pyta también quiso mostrar la "subjetividad del tiempo" al demostrar que si el jugador mantiene cómodo a Shade, la velocidad de la cuenta regresiva aumentará; dijo que esto refleja cómo la felicidad ayudará a soportar la espera. Aunque The Longing tiene múltiples finales, Pyta deseaba que los jugadores no reiniciaran su juego guardado y comenzaran otro juego. Él cree que restablecer los juegos hace que los jugadores pierdan el valor de sus experiencias, robándoles su atractivo emocional. El desarrollador citó sus creencias en un ensayo de Roger Ebert, en el que Ebert argumentaba que los videojuegos no se podían considerar arte porque las elecciones se podían deshacer fácilmente y la vida reaparecía. Pyta esperaba que cuando los jugadores llegaran a un final, sintieran que la historia había concluido correctamente y encontraran significado en el destino de Shade.

## Recepción
Antes del lanzamiento, el juego se mostró en PAX West en 2019 y se mostró una demo en AdventureX 2020. The Longing fue publicado por Application Systems Heidelberg y lanzado el 5 de marzo de 2020 a Steam para Windows, macOS y Linux, seguido de una versión para Nintendo Switch el 14 de abril de 2021. El juego recibió una puntuación agregada "generalmente favorable" de Metacritic para las versiones de PC y Switch. Ganó el premio "Mejor debut" en el Deutscher Computerspielpreis de 2020 y fue nominado para el Premio Nuovo en el Festival de juegos independientes de 2020. Los críticos elogiaron la premisa experimental de The Longing. Adventure Gamers lo recomendó a los jugadores que apreciaban los videojuegos como una forma de arte y a aquellos que apreciaban el juego inusual. PC Gamer en sueco lo llamó un "experimento fascinante" y una "experiencia original" con mucha atmósfera. The Washington Post dijo que su creatividad lo ayudó a comprender mejor lo que podían hacer los videojuegos.
Los críticos describieron de diversas formas la atmósfera de The Longing como "sombría", "solitaria" y "inquietante" y destacaron las imágenes. Nintendo World Report consideró que cada una de las cuevas era distinta y estaba bien dibujada mientras que 4Players comparó el estilo artístico con el del dibujante alemán Walter Moers. Nintendo Life consideró que la experiencia era inferior a la del juego independiente A Dark Room, pero acreditó las imágenes y los sonidos como atmosféricos. La banda sonora también fue reconocida por la crítica. Adventure Gamers elogiaron la música por mostrar una mezcla de emociones, sintiendo que cada canción expresaba tanto la amplitud del reino como el pequeño tamaño de Shade en comparación. The Games Machine también sintió que el sonido combinaba bien el movimiento de Shade con la atmósfera.
La recepción hacia el juego de ritmo lento fue mixta. Nintendo Life calificó el juego como "quizás el más aburrido que jamás hayamos jugado", y dijo que aunque The Longing proporcionó una reflexión sobre temas de soledad, la mecánica de espera hizo que el juego pareciera una pérdida de tiempo. The Games Machine, Adventure Gamers y 4Players dijeron que muchos jugadores estarían impacientes mientras esperaban, y que el ritmo lento no sería para todos. Por otro lado, The Washington Post comparó el ritmo del juego con las obras del cineasta Béla Tarr, diciendo que "estimulaba el pensamiento". Hardcore Gamer pensó que el atractivo de Shade ayudó con el ritmo e hizo que la espera "se sintiera natural". Muchos críticos notaron que a menudo dejaban el juego en ejecución mientras hacían otras cosas. Nintendo World Report mencionó que a menudo jugaba en su teléfono mientras esperaba que Shade terminara una tarea, calificándolo como una "extraña peculiaridad" del juego. GamesRadar+ hizo lo mismo, comparando a Shade con un pez dorado que cuidó mientras trabajaba. The Washington Post admitió que había escrito su reseña con The Longing ejecutándose en su computadora, y calificó el sistema de marcha inactiva como una "característica ingeniosa" relacionada con que "puedes enviarlo de excursión mientras preparas la cena".
Debido al lanzamiento del juego durante la pandemia de COVID-19 en 2020, los comentaristas compararon con frecuencia jugarlo con la vida real durante la pandemia. GamesRadar+ comparó The Longing con experimentar un confinamiento de COVID-19, diciendo que "resume mejor la vida en la pandemia de 2020" Adventure Gamers preguntó si The Longing habría encontrado una audiencia si no se hubiera lanzado durante la pandemia. El crítico opinó que los jugadores tenían poco interés en los temas de la soledad, y que el atractivo del juego puede haberse visto favorecido por el aislamiento provocado por los bloqueos. Wired escribió que las personas afectadas por la cuarentena se relacionarían con Shade y compararon la percepción del tiempo en el juego con la del mundo de la pandemia. El comentarista comparó las artesanías DIY creadas durante el encierro con la decoración de la casa de Shade, calificando toda la experiencia como un "cóctel de intenso aburrimiento y triunfo ocasional".